# Chuenisbärgli
Das Chuenisbärgli (auch Kuonisbergli) ist ein Berg im Berner Oberland. Er liegt oberhalb des Dorfes Adelboden und ist als Austragungsort von Rennen des Alpinen Skiweltcups bekannt.

## Weltcuprennen
Die Piste am Chuenisbärgli gilt als schwierigste Riesenslalom-Strecke des Weltcups für Herren. Sowohl das Startstück als auch der Zielhang sind extrem steil, dazu ist die Piste schräg abfallend. Auf ihr werden auch Slalom-Rennen ausgetragen. Von 1994 bis 2022 war der ehemalige Weltcupfahrer Hans Pieren als Rennleiter tätig.
Der Start des Riesenslaloms liegt auf 1730 m ü. M., jener für den Slalom auf 1473 m ü. M. Die Länge des Riesenslaloms beträgt 1430 Meter, die Länge des Slaloms 592 Meter. Das Ziel befindet sich auf einer Höhe von 1294 m ü. M. Mit rund 35'000 Zuschauern entlang der Strecke und auf provisorischen Tribünen im Zielraum gehören die Rennen in Adelboden zu den meistbesuchten der Welt.
1955 fanden die ersten Internationalen Adelbodner Skitage statt. Seit 1967 werden die Rennen im Rahmen des Skiweltcups ausgetragen. In den Jahren 1988, 1990, 1993 und 1994 mussten die Rennen wegen Schneemangels an anderen Orten durchgeführt werden. Unterdessen wurde das Skigebiet mit Schneekanonen ausgerüstet, damit die Rennen auch ohne natürlichen Schnee durchführbar sind, wie etwa im Jahr 2023. Aufgrund von Auflagen des Weltverbandes FIS wurde 2005 eine neue Vierer-Sesselbahn auf das Chuenisbärgli gebaut. Zuvor existierte während 50 Jahren am selben Ort ein Zweier-Schlepplift.
Grundsätzlich wurde in den Anfangszeiten des Weltcups nur ein Riesenslalom, vorerst an zwei Tagen (Montag 1. Lauf/Dienstag 2. Lauf) bzw. dann beide Durchgänge am Dienstag, ausgetragen. Eine Abweichung gab es im Jahr 2000 mit einem Slalom am Sonntag, 20. Februar. 2001 gab es letztmals am Dienstag den Riesenslalom. Seit einschliesslich 2002 werden Riesenslalom und Slalom gefahren, der Termin wurde auf das Wochenende (in der Regel Samstag Riesenslalom, Sonntag Slalom) verlegt.
Rekordsieger ist der Österreicher Marcel Hirscher mit 9 Erfolgen (5 × Slalom, 4 × Riesenslalom), vor dem Schweden Ingemar Stenmark mit 5 Siegen (alle Riesenslalom).
Erst seit dem Jahr 1982 werden die Rennen direkt im Fernsehen übertragen.

## Podestplatzierungen

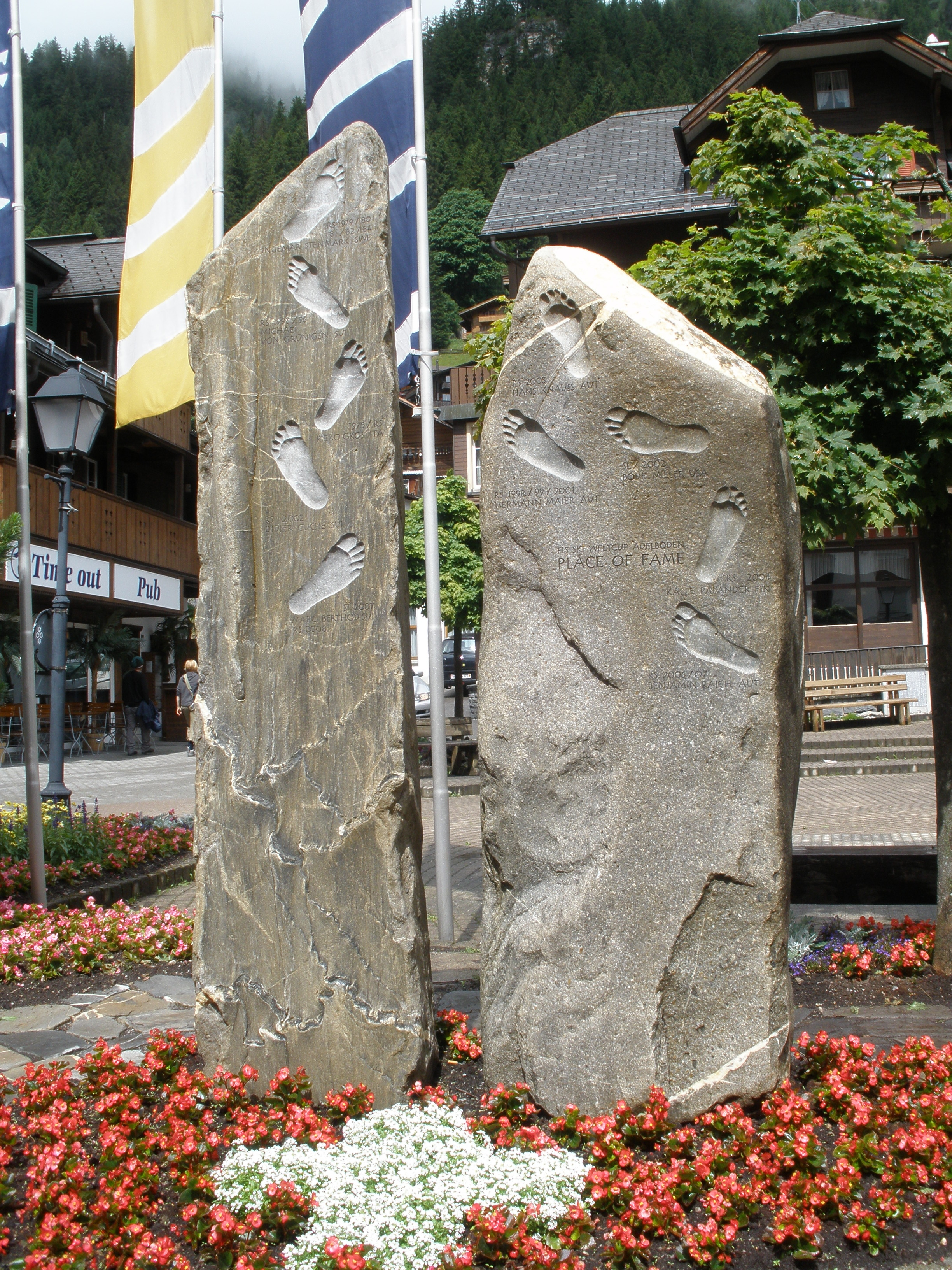
Denkmal mit den Fussabdrücken der Sieger auf dem Dorfplatz Adelboden

### Riesenslalom

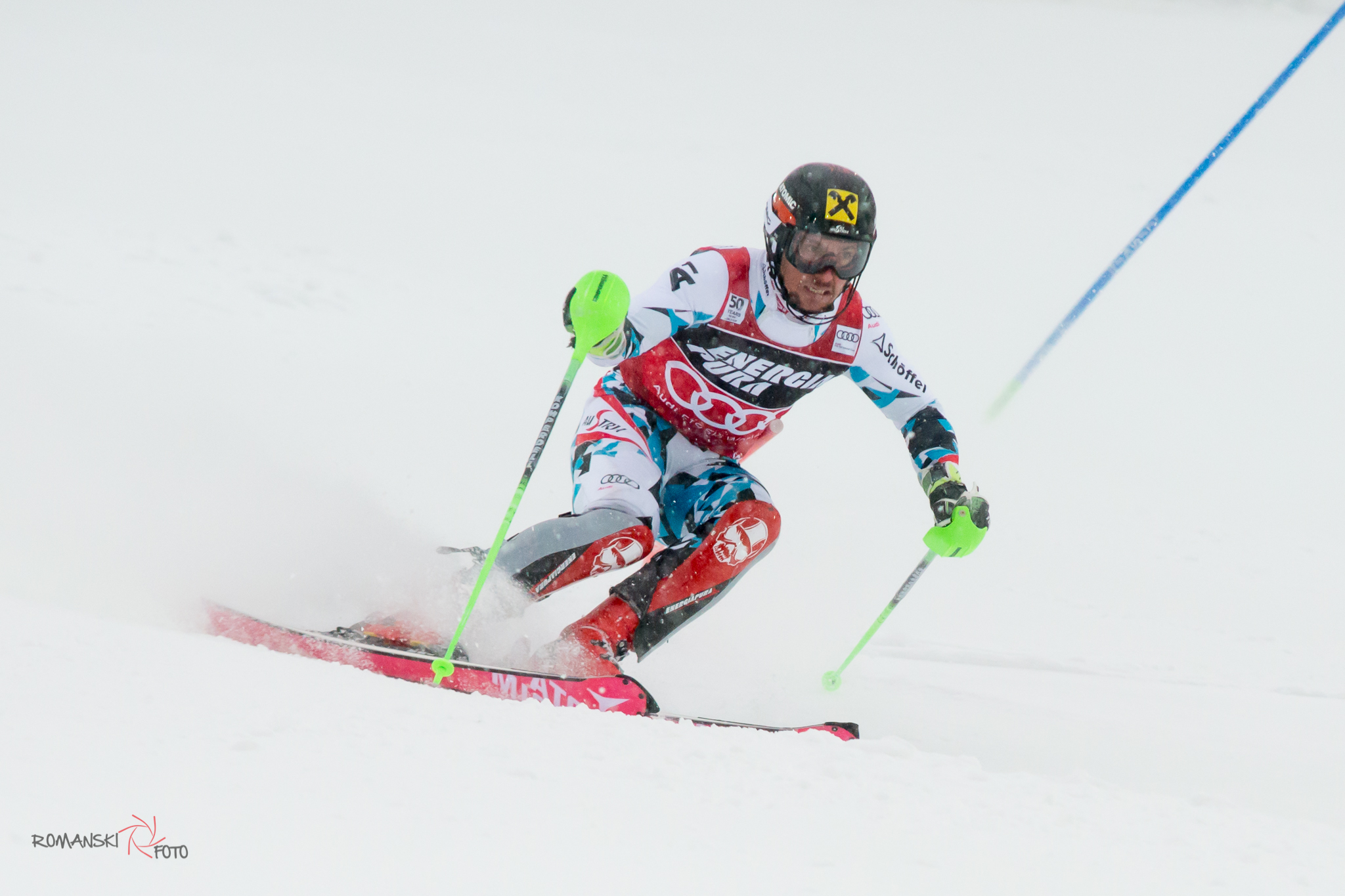
Mit neun Siegen (5×SL, 4×RS) ist Marcel Hirscher der erfolgreichste Rennläufer auf dem Chuenisbärgli

Im Riesenslalom ist Ingemar Stenmark der erfolgreichste Rennläufer mit fünf Siegen

| Saison  | Datum              | Sieger                                                     | 2. Platz                                                   | 3. Platz                                                   |
| ------- | ------------------ | ---------------------------------------------------------- | ---------------------------------------------------------- | ---------------------------------------------------------- |
|         | 1958               | Roger Staub                                                | Mathias Leitner                                            | Charles Bozon                                              |
| 1959    | Fritz Wagnerberger | Gerhard Nenning                                            | Ludwig Leitner                                             |                                                            |
| 1960    | Ludwig Leitner     | Italo Pedroncelli                                          | Roger Staub                                                |                                                            |
| 1961    | Eberhard Riedel    | Willi Forrer                                               | Italo Pedroncelli                                          |                                                            |
| 1962    | Rennen abgesagt.   | Rennen abgesagt.                                           | Rennen abgesagt.                                           |                                                            |
| 1963    | Georg Grünenfelder | Jean-Claude Killy                                          | Georges Mauduit                                            |                                                            |
| 1963    | Léo Lacroix        | Fritz Wagnerberger                                         | Ludwig Leitner                                             |                                                            |
| 1964    | Rennen abgesagt.   | Rennen abgesagt.                                           | Rennen abgesagt.                                           |                                                            |
| 1965    | Edmund Bruggmann   | Léo Lacroix                                                | Beat von Allmen                                            |                                                            |
| 1965    | Léo Lacroix        | Ivo Mahlknecht                                             | Willy Favre                                                |                                                            |
| 1966    | Billy Kidd         | Willy Favre                                                | Edmund Bruggmann                                           |                                                            |
| 1967    | 09.01.1967         | Jean-Claude Killy                                          | Willy Favre                                                | Georges Mauduit                                            |
| 1968    | 08.01.1968         | Jean-Claude Killy                                          | Edmund Bruggmann                                           | Stefan Kälin                                               |
| 1968/69 | 06.01.1969         | Jean-Noël Augert                                           | Jean-Pierre Augert                                         | Karl Schranz                                               |
| 1969/70 | 05.01.1970         | Karl Schranz                                               | Sepp Heckelmiller                                          | Dumeng Giovanoli                                           |
| 1970/71 | 18.01.1971         | Patrick Russel                                             | Gustav Thöni                                               | Henri Duvillard                                            |
| 1971/72 | 24.01.1972         | Werner Mattle                                              | Adolf Rösti                                                | Gustav Thöni                                               |
| 1972/73 | 15.01.1973         | Gustav Thöni                                               | Hans Hinterseer                                            | Erik Håker                                                 |
| 1973/74 | 21.01.1974         | Gustav Thöni                                               | Piero Gros                                                 | Hans Hinterseer                                            |
| 1974/75 | 13.01.1975         | Piero Gros                                                 | Gustav Thöni                                               | Werner Mattle                                              |
| 1975/76 | 12.01.1976         | Gustav Thöni                                               | Ingemar Stenmark                                           | Engelhard Pargätzi                                         |
| 1976/77 | 24.01.1977         | Heini Hemmi                                                | Ingemar Stenmark                                           | Klaus Heidegger                                            |
| 1977/78 | 17.01.1978         | Andreas Wenzel                                             | Ingemar Stenmark                                           | Piero Gros                                                 |
| 1978/79 | 16.01.1979         | Ingemar Stenmark                                           | Andreas Wenzel                                             | Jacques Lüthy                                              |
| 1979/80 | 21.01.1980         | Ingemar Stenmark                                           | Jacques Lüthy                                              | Joël Gaspoz                                                |
| 1980/81 | 26.01.1981         | Ingemar Stenmark                                           | Christian Orlainsky Boris Strel                            |                                                            |
| 1981/82 | 19.01.1982         | Ingemar Stenmark                                           | Phil Mahre                                                 | Max Julen                                                  |
| 1982/83 | 11.01.1983         | Pirmin Zurbriggen                                          | Max Julen                                                  | Jacques Lüthy                                              |
| 1983/84 | 10.01.1984         | Ingemar Stenmark                                           | Hubert Strolz                                              | Pirmin Zurbriggen                                          |
| 1984/85 | 15.01.1985         | Hans Enn                                                   | Hubert Strolz                                              | Richard Pramotton                                          |
| 1985/86 | 28.01.1986         | Richard Pramotton                                          | Marco Tonazzi                                              | Hubert Strolz                                              |
| 1986/87 | 13.01.1987         | Pirmin Zurbriggen                                          | Marc Girardelli                                            | Hubert Strolz                                              |
| 1986/87 | 20.01.1987         | Pirmin Zurbriggen                                          | Joël Gaspoz                                                | Ingemar Stenmark                                           |
| 1987/88 | 19.01.1988         | Rennen abgesagt.                                           | Rennen abgesagt.                                           | Rennen abgesagt.                                           |
| 1988/89 | 17.01.1989         | Marc Girardelli                                            | Ole Kristian Furuseth                                      | Alberto Tomba                                              |
| 1989/90 | 23.01.1990         | Rennen abgesagt.                                           | Rennen abgesagt.                                           | Rennen abgesagt.                                           |
| 1990/91 | 15.01.1991         | Marc Girardelli                                            | Alberto Tomba                                              | Rudolf Nierlich                                            |
| 1991/92 | 22.01.1992         | Ole Kristian Furuseth                                      | Hans Pieren                                                | Marc Girardelli                                            |
| 1992/93 | 19.01.1993         | Rennen abgesagt.                                           | Rennen abgesagt.                                           | Rennen abgesagt.                                           |
| 1993/94 | 18.01.1994         | Rennen abgesagt.                                           | Rennen abgesagt.                                           | Rennen abgesagt.                                           |
| 1994/95 | 04.02.1995         | Alberto Tomba                                              | Jure Košir                                                 | H. C. Strand Nilsen                                        |
| 1995/96 | 16.01.1996         | Michael von Grünigen                                       | Urs Kälin                                                  | Tom Stiansen                                               |
| 1996/97 | 14.01.1997         | Kjetil André Aamodt                                        | Michael von Grünigen                                       | Andreas Schifferer                                         |
| 1997/98 | 13.01.1998         | Hermann Maier                                              | Michael von Grünigen                                       | Paul Accola                                                |
| 1998/99 | 12.01.1999         | Hermann Maier                                              | Kjetil André Aamodt                                        | Benjamin Raich                                             |
| 1999/00 | 19.02.2000         | Abbruch im 1 DG wegen des anhaltenden dichten Schneefalls. | Abbruch im 1 DG wegen des anhaltenden dichten Schneefalls. | Abbruch im 1 DG wegen des anhaltenden dichten Schneefalls. |
| 2000/01 | 09.01.2001         | Hermann Maier                                              | Michael von Grünigen                                       | Fredrik Nyberg                                             |
| 2001/02 | 05.01.2002         | Didier Cuche                                               | Frédéric Covili                                            | Fredrik Nyberg                                             |
| 2002/03 | 14.01.2003         | Hans Knauß                                                 | Michael von Grünigen                                       | Kjetil André Aamodt                                        |
| 2003/04 | 07.02.2004         | Kalle Palander                                             | Massimiliano Blardone                                      | Christoph Gruber Heinz Schilchegger                        |
| 2004/05 | 11.01.2005         | Massimiliano Blardone                                      | Bode Miller                                                | Kalle Palander                                             |
| 2005/06 | 07.01.2006         | Benjamin Raich                                             | Fredrik Nyberg                                             | Stephan Görgl Kalle Palander                               |
| 2006/07 | 06.01.2007         | Benjamin Raich                                             | Massimiliano Blardone                                      | Aksel Lund Svindal                                         |
| 2007/08 | 05.01.2008         | Marc Berthod                                               | Daniel Albrecht                                            | Hannes Reichelt                                            |
| 2008/09 | 10.01.2009         | Benjamin Raich                                             | Massimiliano Blardone                                      | Kjetil Jansrud                                             |
| 2009/10 | 09.01.2010         | Abbruch im 1 DG wegen dichten Nebels.                      | Abbruch im 1 DG wegen dichten Nebels.                      | Abbruch im 1 DG wegen dichten Nebels.                      |
| 2010/11 | 08.01.2011         | Cyprien Richard Aksel Lund Svindal                         |                                                            | Thomas Fanara                                              |
| 2011/12 | 07.01.2012         | Marcel Hirscher                                            | Benjamin Raich                                             | Massimiliano Blardone                                      |
| 2012/13 | 12.01.2013         | Ted Ligety                                                 | Fritz Dopfer                                               | Felix Neureuther                                           |
| 2013/14 | 11.01.2014         | Felix Neureuther                                           | Thomas Fanara                                              | Marcel Hirscher                                            |
| 2014/15 | 10.01.2015         | Marcel Hirscher                                            | Alexis Pinturault                                          | Henrik Kristoffersen                                       |
| 2015/16 | 09.01.2016         | Rennen wegen schlechten Wetters abgesagt.                  | Rennen wegen schlechten Wetters abgesagt.                  | Rennen wegen schlechten Wetters abgesagt.                  |
| 2016/17 | 07.01.2017         | Alexis Pinturault                                          | Marcel Hirscher                                            | Philipp Schörghofer                                        |
| 2017/18 | 06.01.2018         | Marcel Hirscher                                            | Henrik Kristoffersen                                       | Alexis Pinturault                                          |
| 2018/19 | 12.01.2019         | Marcel Hirscher                                            | Henrik Kristoffersen                                       | Thomas Fanara                                              |
| 2019/20 | 11.01.2020         | Žan Kranjec                                                | Filip Zubčić                                               | Henrik Kristoffersen Victor Muffat-Jeandet                 |
| 2020/21 | 08.01.2021         | Alexis Pinturault                                          | Filip Zubčić                                               | Marco Odermatt                                             |
| 2020/21 | 09.01.2021         | Alexis Pinturault                                          | Filip Zubčić                                               | Loïc Meillard                                              |
| 2021/22 | 08.01.2022         | Marco Odermatt                                             | Manuel Feller                                              | Alexis Pinturault                                          |
| 2022/23 | 07.01.2023         | Marco Odermatt                                             | Henrik Kristoffersen                                       | Loïc Meillard                                              |
| 2023/24 | 06.01.2024         | Marco Odermatt                                             | Aleksander Aamodt Kilde                                    | Filip Zubčić                                               |
| 2024/25 | 12.01.2025         | Marco Odermatt                                             | Loïc Meillard                                              | Luca De Aliprandini                                        |

### Slalom
| Saison    | Datum                      | Sieger                     | 2. Platz                   | 3. Platz                   |
| --------- | -------------------------- | -------------------------- | -------------------------- | -------------------------- |
|           | 1955                       | Martin Julen               | Adrien Duvillard           | Georges Schneider          |
| 1956      | Chiharu Igaya              | Tom Corcoran               | Adrien Duvillard           |                            |
| 1956      | Georges Schneider          | François Bonlieu           | Bernard Perret             |                            |
| 1957      | Georges Schneider          | Charles Bozon              | Gino Burrini               |                            |
| 1957      | Roland Bläsi               | Ruppert Sutter             | Charles Bozon              |                            |
| 1958      | Charles Bozon              | Ernst Hinterseer           | Georges Schneider          |                            |
| 1959      | Sepp Behr                  | Bud Werner                 | Georges Schneider          |                            |
| 1960      | Ludwig Leitner             | Italo Pedroncelli          | Bruno Alberti              |                            |
| 1961      | Fritz Wagnerberger         | Daniel Gerber              | Adolf Mathis               |                            |
| 1962–1999 | Rennen nicht ausgetragen.  | Rennen nicht ausgetragen.  | Rennen nicht ausgetragen.  |                            |
| 1999/00   | 20.02.2000                 | Matjaž Vrhovnik            | Kjetil André Aamodt        | Mario Matt                 |
| 2000/01   | Nicht im Weltcup-Kalender. | Nicht im Weltcup-Kalender. | Nicht im Weltcup-Kalender. | Nicht im Weltcup-Kalender. |
| 2001/02   | 06.01.2002                 | Bode Miller                | Ivica Kostelić             | Mitja Kunc                 |
| 2002/03   | Nicht im Weltcup-Kalender. | Nicht im Weltcup-Kalender. | Nicht im Weltcup-Kalender. | Nicht im Weltcup-Kalender. |
| 2003/04   | 08.02.2004                 | Rainer Schönfelder         | Bode Miller                | Benjamin Raich             |
| 2004/05   | Nicht im Weltcup-Kalender. | Nicht im Weltcup-Kalender. | Nicht im Weltcup-Kalender. | Nicht im Weltcup-Kalender. |
| 2005/06   | 08.01.2006                 | Giorgio Rocca              | Ted Ligety                 | Benjamin Raich             |
| 2006/07   | 07.01.2007                 | Marc Berthod               | Benjamin Raich             | Mario Matt                 |
| 2007/08   | 06.01.2008                 | Mario Matt                 | Benjamin Raich             | Felix Neureuther           |
| 2008/09   | 11.01.2009                 | Reinfried Herbst           | Manfred Pranger            | Felix Neureuther           |
| 2009/10   | 10.01.2010                 | Julien Lizeroux            | Marcel Hirscher            | Ivica Kostelić             |
| 2010/11   | 09.01.2011                 | Ivica Kostelić             | Marcel Hirscher            | Reinfried Herbst           |
| 2011/12   | 08.01.2012                 | Marcel Hirscher            | Ivica Kostelić             | Stefano Gross              |
| 2012/13   | 13.01.2013                 | Marcel Hirscher            | Mario Matt                 | Manfred Mölgg              |
| 2013/14   | 12.01.2014                 | Marcel Hirscher            | André Myhrer               | Henrik Kristoffersen       |
| 2014/15   | 11.01.2015                 | Stefano Gross              | Fritz Dopfer               | Marcel Hirscher            |
| 2015/16   | 10.01.2016                 | Henrik Kristoffersen       | Marcel Hirscher            | Alexander Choroschilow     |
| 2016/17   | 08.01.2017                 | Henrik Kristoffersen       | Manfred Mölgg              | Marcel Hirscher            |
| 2017/18   | 07.01.2018                 | Marcel Hirscher            | Michael Matt               | Henrik Kristoffersen       |
| 2018/19   | 13.01.2019                 | Marcel Hirscher            | Clément Noël               | Henrik Kristoffersen       |
| 2019/20   | 12.01.2020                 | Daniel Yule                | Henrik Kristoffersen       | Marco Schwarz              |
| 2020/21   | 10.01.2021                 | Marco Schwarz              | Linus Straßer              | Dave Ryding                |
| 2021/22   | 09.01.2022                 | Johannes Strolz            | Manuel Feller              | Linus Straßer              |
| 2022/23   | 08.01.2023                 | Lucas Pinheiro Braathen    | Atle Lie McGrath           | Linus Straßer              |
| 2023/24   | 07.01.2024                 | Manuel Feller              | Atle Lie McGrath           | Dominik Raschner           |
| 2024/25   | 11.01.2024                 | Clément Noël               | Lucas Pinheiro Braathen    | Henrik Kristoffersen       |

## Bestenlisten
Aktualisiert am 12. Januar 2025

### Riesenslalom
|    | Name              | Sieger | 2. Platz | 3. Platz | Top 3 |
| -- | ----------------- | ------ | -------- | -------- | ----- |
| 1  | Ingemar Stenmark  | 5      | 3        | 1        | 9     |
| 2  | Marcel Hirscher   | 4      | 1        | 1        | 6     |
| 3  | Marco Odermatt    | 4      | 0        | 1        | 5     |
| 4  | Gustav Thöni      | 3      | 2        | 1        | 6     |
| 5  | Alexis Pinturault | 3      | 1        | 2        | 6     |
| 6  | Benjamin Raich    | 3      | 1        | 1        | 5     |
| 7  | Pirmin Zurbriggen | 3      | 0        | 1        | 4     |
| 8  | Hermann Maier     | 3      | 0        | 0        | 3     |
| 9  | Marc Girardelli   | 2      | 1        | 1        | 4     |
| 10 | Jean-Claude Killy | 2      | 1        | 0        | 3     |
|    | Léo Lacroix       | 2      | 1        | 0        | 3     |

### Slalom
|   | Name                    | Sieger | 2. Platz | 3. Platz | Top 3 |
| - | ----------------------- | ------ | -------- | -------- | ----- |
| 1 | Marcel Hirscher         | 5      | 3        | 2        | 10    |
| 2 | Henrik Kristoffersen    | 2      | 1        | 4        | 7     |
| 3 | Georges Schneider       | 2      | 0        | 3        | 5     |
| 4 | Ivica Kostelić          | 1      | 2        | 1        | 4     |
| 5 | Mario Matt              | 1      | 1        | 2        | 4     |
| 6 | Charles Bozon           | 1      | 1        | 1        | 3     |
| 7 | Manuel Feller           | 1      | 1        | 0        | 2     |
|   | Bode Miller             | 1      | 1        | 0        | 2     |
|   | Clément Noël            | 1      | 1        | 0        | 2     |
|   | Lucas Pinheiro Braathen | 1      | 1        | 0        | 2     |

### Gesamt (mindestens 2 Siege)
|    | Name                 | Sieger | 2. Platz | 3. Platz | Top 3 |
| -- | -------------------- | ------ | -------- | -------- | ----- |
| 1  | Marcel Hirscher      | 9      | 4        | 3        | 16    |
| 2  | Ingemar Stenmark     | 5      | 3        | 1        | 9     |
| 3  | Marco Odermatt       | 4      | 0        | 1        | 5     |
| 4  | Benjamin Raich       | 3      | 3        | 3        | 9     |
| 5  | Gustav Thöni         | 3      | 2        | 1        | 6     |
| 6  | Alexis Pinturault    | 3      | 1        | 2        | 6     |
| 7  | Pirmin Zurbriggen    | 3      | 0        | 1        | 4     |
| 8  | Hermann Maier        | 3      | 0        | 0        | 3     |
| 9  | Henrik Kristoffersen | 2      | 4        | 5        | 11    |
| 10 | Marc Girardelli      | 2      | 1        | 1        | 4     |
| 11 | Jean-Claude Killy    | 2      | 1        | 0        | 3     |
|    | Léo Lacroix          | 2      | 1        | 0        | 3     |
|    | Fritz Wagnerberger   | 2      | 1        | 0        | 3     |
| 14 | Georges Schneider    | 2      | 0        | 3        | 5     |
| 15 | Ludwig Leitner       | 2      | 0        | 2        | 4     |

## Alp
Im Sommer wird das Chuenisbärgli als Alp mit 24 Hektaren Weideland genutzt. Es ist in Privatbesitz. Besetzt wird es mit Kühen, Rindern, Kälbern und Ziegen. Die Bestossung sind 23 Stösse in 84 Tagen oder 19 Normalstösse. Über einer offenen Feuergrube werden in traditioneller Handarbeit etwa 600 kg Käse produziert, der grösste Teil Berner Alpkäse. Die Alphütte von 1946 dient im Winter als Bergrestaurant.